# جيري ماسون
جيري ماسون (بالإنجليزية: Jerry Mason)‏ هو كاتب أغاني أمريكي، ولد في 1942.